# M141 (гранатомёт)
M141 Bunker Defeat Munition (BDM) — это одноразовый однозарядный ручной гранатомёт, предназначенный для поражения прочных укреплений. Это модификация гранатомёта Mk 153 SMAW Корпуса морской пехоты США, которое также называется SMAW-D (где «D» означает «одноразовое»). Он был разработан, чтобы заполнить пробел в вооружении армии Соединенных Штатов, предназначенном для уничтожения бункеров.

## Конструкция
SMAW-D работает по принципу, согласно которому отдача, создаваемая при запуске ракеты, противодействует «обратному выбросу» газов, выпущенных из задней части оружия. Это делает SMAW-D по своей природе опасным, особенно в тесных городских районах, как и всё оружие этой конструкции.
M141 имеет два положения: транспортное, в котором пусковая труба имеет длину в 810 мм, и боевое, в котором пусковая труба выдвигается на полную длину.
Боеголовка кумулятивно-осколочно-фугасная, как и у SMAW. Боеприпас эффективен против каменных и бетонных бункеров, а также легкобронированной техники. Снаряд может пробивать до 200 мм бетона, 300 мм кирпича, или 2,1 м мешков с песком.
Боеголовка активируется с помощью переключателя в носовой части, который может различать твердые и мягкие цели. На мягких целях, таких как мешки с песком, детонация задерживается до тех пор, пока снаряд не погрузится в цель, производя разрушительный эффект. На твердых целях детонация происходит сразу при контакте.

## История службы
Участники конференции по Закону об ассигнованиях на национальную оборону на 1994 финансовый год согласились с тем, что BDM армии США и штурмовое оружие малой дальности (SRAW) корпуса морской пехоты слишком похожи, чтобы оправдать отдельные долгосрочные проекты, и что армия должна преследовать промежуточные цели программы BDM. Конгресс ограничил закупку BDM до 6000 единиц.
Два кандидата были оценены для участия в армейской программе BDM. Кандидат от McDonnell Douglas (позже Talley Defense Systems) использовал ту же боеголовку, что и SMAW корпуса морской пехоты, но с ракетным двигателем с более коротким временем горения. Кандидат, разработанный шведской FFV для Alliant Techsystems (позже Honeywell), заменил стандартную фугасную противотанковую (HEAT) боеголовку M136 AT4 на ту же боеголовку двойного назначения, которая используется в SMAW.
FFV обозначил версию AT4 для уничтожения бункеров как FFV AT8. В 1996 году был выбран кандидат Макдоннелл-Дуглас. Армия США сделала уникальный шаг, заказав одну партию из 1500, а затем вторую партию из 4500, которые были помещены на хранение на случай непредвиденных обстоятельств для ускоренной выдачи боевым подразделениям. SMAW-D был доставлен в армию в 1999 г.

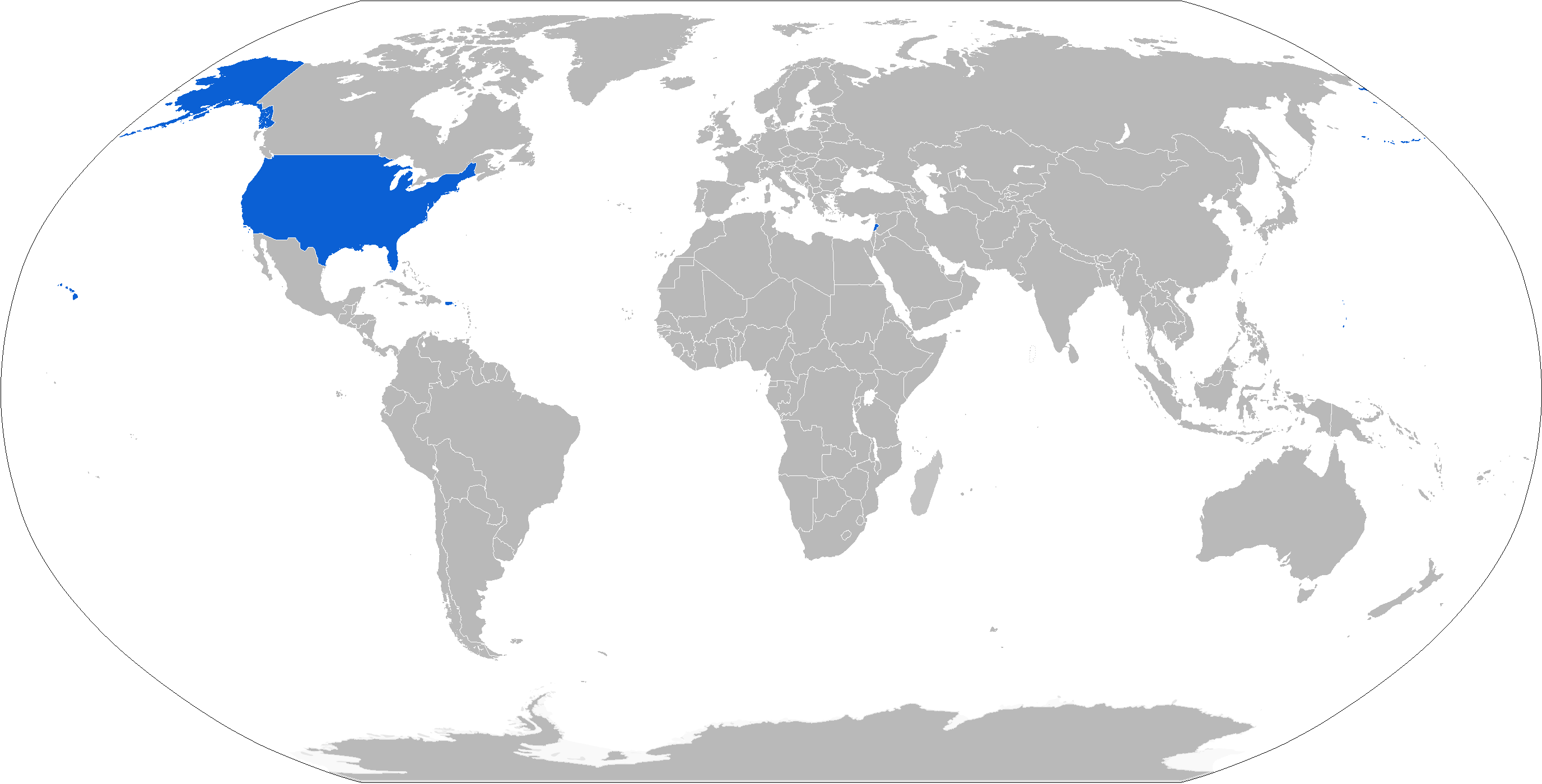
Карта с операторами M141 синим цветом.

В кадрах новостей CNN показано, как рейнджеры армии США стреляют из M141 по различным укрепленным пещерам во время операций Тора-Бора против афганских талибов и «Аль-Каиды». Репортеры CNN ошибочно принимали их за снаряды M136 AT4.
Некоторое количество M141 было отправлено США украинским вооруженным силам до начала войны на Украине в феврале 2022 года. С тех пор гранатомёт применялся против российской техники.

## Операторы

### Современные
- Израиль: 1800 SMAW-D поставлены ЦАХАЛ из запасов ВС США для содействия в проведении Операции «Железные мечи» в 2023 году. Получили обозначение 84mm Yated.
- США: состоит на вооружении Сухопутных войск США как Rocket and Launcher, 83mm HEDP Bunker Defeat Munition (BDM), M141 (SMAW-D)[6].
- Украина: M141 были переданы во время Российко-украинского кризиса 2021—2022 годов[7]. Официально состоит на вооружении как Реактивний термобаричний 83мм гранатомет (вогнемет) M141 Bunker Defeat Munition (SMAW-D)[8].

## Галерея

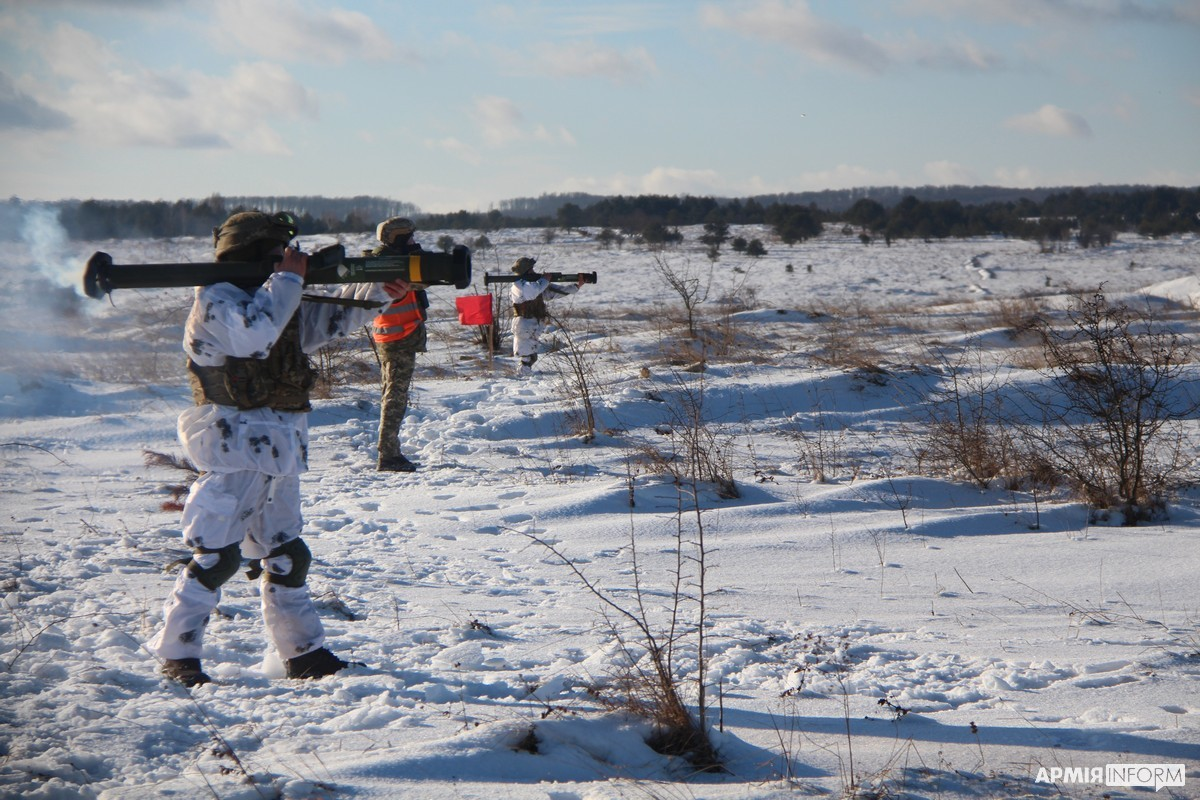
Украинские солдаты тренируются с M141 в январе 2022 г.
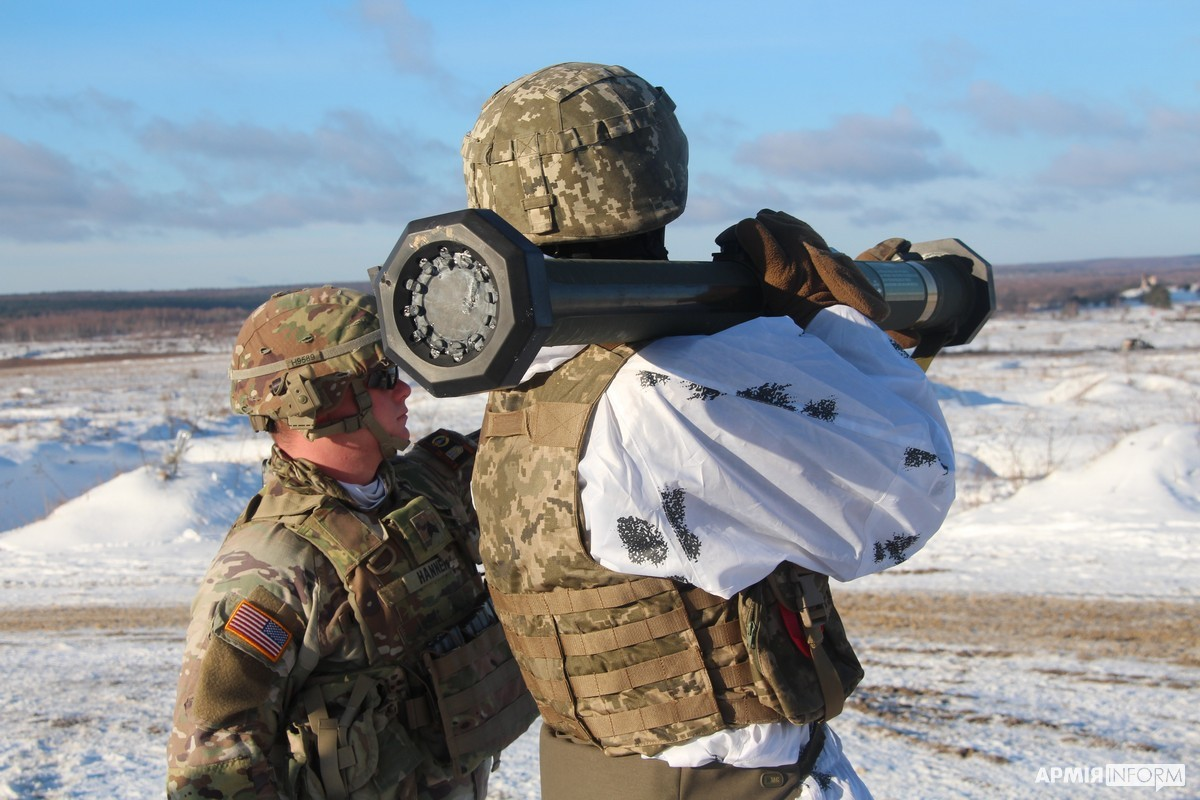
Украинские солдаты тренируются с M141 в январе 2022 г.